# Stefan Kaczmarz
Stefan Marian Kaczmarz (ur. 20 marca 1895 w Samborze, zm. po 4 września 1939) – polski matematyk.

## Życiorys
Urodził się 20 marca 1895 w Samborze, w rodzinie urzędnika sądowego Mikołaja i Emilii ze Smyczyńskich (zm. 1919). Uczył się w Szkole Powszechnej w Kętach (1901–1905), Państwowym Gimnazjum w Wadowicach (1905–1907) oraz w latach 1907-1913 w II Gimnazjum Państwowym w Tarnowie, które ukończył maturą z odznaczeniem w 1913. Od 1913 studiował matematykę, fizykę i chemię na Wydziale Filozoficznym Uniwersytetu Jagiellońskiego w Krakowie.
Po wybuchu I wojny światowej wstąpił do Legionów Polskich. W szeregach 16 kompanii 2 pp Leg. wyjechał na front i wziął udział w kampanii karpackiej (1915–1917). W styczniu 1918 został przydzielony do Szkoły Podchorążych Artylerii P.K.P. w Walawie. Po kryzysie przysięgowym był internowany w Huszt i Bustyahaza na Węgrzech. Po ucieczce trafił do obozu internowanych legionistów w Witkowicach pod Krakowem.
Po uwolnieniu w 1918 podjął przerwane studia na UJ, które ukończył w 1922. Od 15 listopada 1918 do 15 lutego 1919 służył w Batalionie Akademickim w Krakowie jako szeregowy, po czym został zwolniony z wojska w stopniu plutonowego. 10 lipca 1920 wstąpił jako ochotnik do Wojska Polskiego. Z obozu akademików-ochotników w Rembertowie został przydzielony do Poznania, gdzie w okresie od 25 lipca 1920 do 5 listopada 1920 odbywał skrócony kurs w Szkole Podchorążych Artylerii. 15 listopada 1920 został przeniesiony do rezerwy w stopniu podchorążego rezerwy. W 1922 ukończył dodatkowo Studium Pedagogiczne UJ w Krakowie. W latach 1921–1923 pracował w Krakowie jako asystent w Katedrze Matematyki Akademii Górniczej oraz uczył w Prywatnym Gimnazjum żeńskim im. Heleny Kaplińskiej. Od 1 października 1923 pracował na Politechnice Lwowskiej jako adiunkt Katedry Matematyki Wydziału Mechanicznego. We Lwowie wykładał także na Wydziale Matematyczno-Przyrodniczym Uniwersytetu Jana Kazimierza oraz był pedagogiem w Gimnazjum im. Króla Stefana Batorego i Gimnazjum Humanistycznym żeńskim Sióstr Nazaretanek. 13 października 1924 obronił doktorat O związkach między pewnymi równaniami funkcyjnymi i różniczkowymi na Uniwersytecie Jana Kazimierza we Lwowie, habilitował się w 1929 r. W Wojsku Polskim został awansowany na stopień podporucznika rezerwy uzbrojenia ze starszeństwem z 1 lipca 1925.
Zajmował się algebrą, teorią funkcji rzeczywistych, szeregami Fouriera i szeregami ortogonalnymi. Należał do kręgu współpracowników Stefana Banacha i przedstawicieli lwowskiej szkoły matematycznej. Stworzył podstawy metody Kaczmarza – metody rozwiązywania układów równań liniowych. Jest to algorytm iteracyjny, który znalazł szereg zastosowań, m.in. w tomografii komputerowej i cyfrowym przetwarzaniu sygnałów.
1 stycznia 1935 awansował na adiunkta Politechniki Lwowskiej. Od 1936 był członkiem Towarzystwa Naukowego we Lwowie. 
W 1938 został porucznikiem rezerwy Wojska Polskiego. Walczył w kampanii wrześniowej 1939. Okoliczności jego śmierci nie są bliżej znane. Przez długi czas przypuszczano, że zginął w Katyniu (taką informację podał Jan Draus). Jego nazwisko nie znalazło się jednak zarówno na liście jeńców osadzonych w Kozielsku jak też na liście ofiar Katynia ani na żadnej z list katyńskich. Bardziej prawdopodobna jest więc wersja, że zginął we wrześniu 1939 w czasie walk pod Umiastowem k. Ożarowa lub bombardowania trasy kolejowej koło Niska.
Od 1928 był mężem nauczycielki Heleny z Firlicińskich (1904–1994), z którą miał dwie córki: Krystynę (1930-2013) i Zbysławę (1931–2003).

## Ordery i odznaczenia
- Złoty Krzyż Zasługi (11 listopada 1937)[8][9]
- Medal Niepodległości (29 grudnia 1933)[10]
- Medal Dziesięciolecia Odzyskanej Niepodległości (29 kwietnia 1929)
- Brązowy Medal za Długoletnią Służbę (1938)